# Avrillé-les-Ponceaux

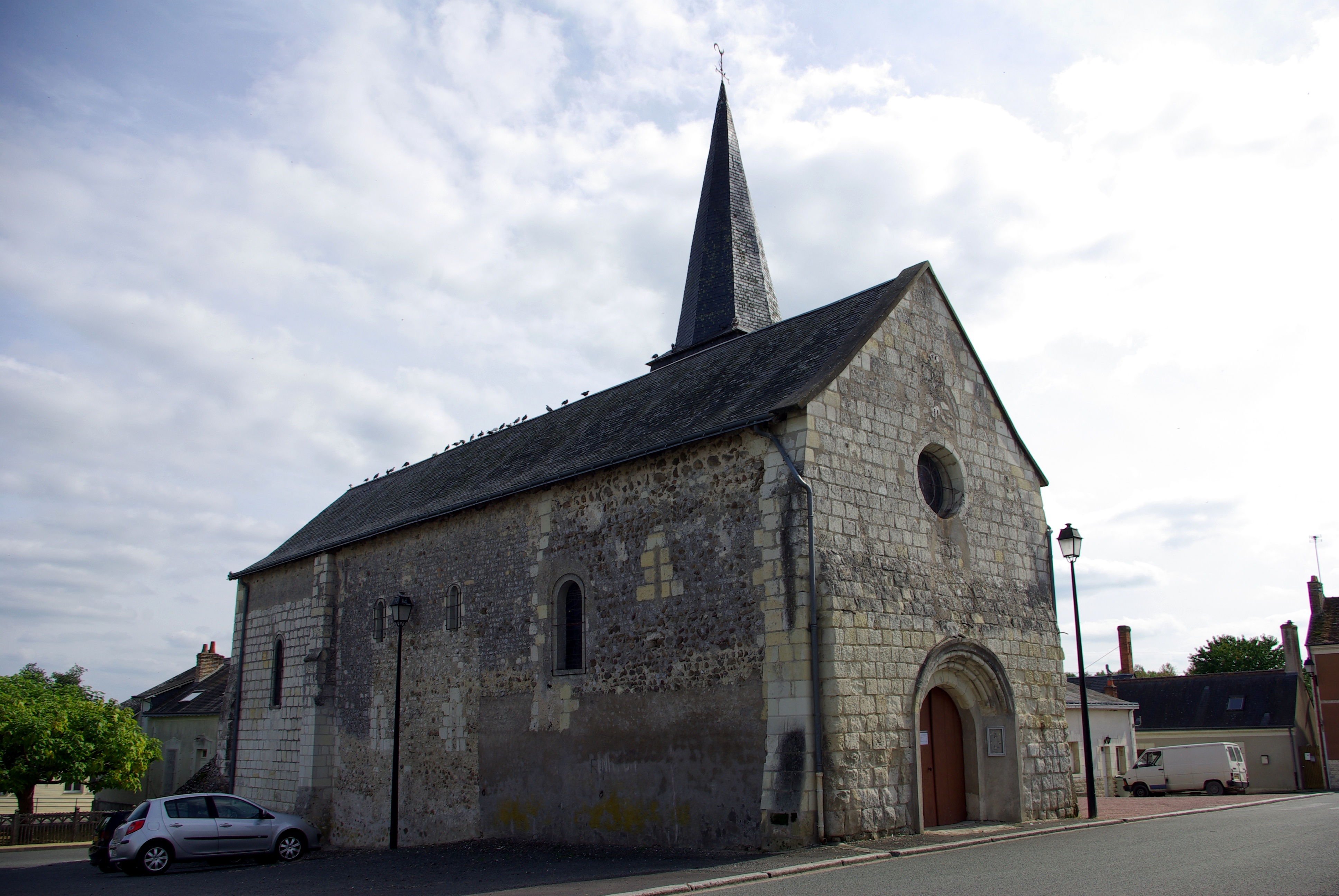
Kerk

Avrillé-les-Ponceaux is een gemeente in het Franse departement Indre-et-Loire (regio Centre-Val de Loire) en telt 441 inwoners (2004). De plaats maakt deel uit van het arrondissement Chinon.

## Geografie
De oppervlakte van Avrillé-les-Ponceaux bedraagt 33,3 km², de bevolkingsdichtheid is 13,2 inwoners per km².
De onderstaande kaart toont de ligging van Avrillé-les-Ponceaux met de belangrijkste infrastructuur en aangrenzende gemeenten.

## Demografie
Onderstaande figuur toont het verloop van het inwonertal (bron: INSEE-tellingen).